# Dryomys
Dryomys és un gènere de rosegadors de la família dels lirons. Els seus tres representants vivents viuen a Euràsia, des dels Balcans a l'oest fins al Pakistan a l'est. Els fòssils més antics d'aquest grup daten del Miocè inferior (fa 23,03 milions d'anys) i foren trobats al jaciment paleontològic d'Eggingen (Alemanya). El nom genèric Dryomys combina les paraules gregues dryos ('roure') i mys ('ratolí').